# Zebre Rugby Club 2020-2021

## Pro14 2020-21

### Stagione regolare
| Incontro                 | Risultato |
| ------------------------ | --------- |
| Zebre — Cardiff Rugby    | 6-16      |
| Dragons — Zebre          | 26-18     |
| Leinster — Zebre         | 63-8      |
| Zebre — Ospreys          | 23-17     |
| Scarlets — Zebre         | 18-17     |
| Zebre — Ulster           | 14-57     |
| Zebre — Connacht         | 12-47     |
| Munster — Zebre          | 52-3      |
| Zebre — Benetton         | 22-18     |
| Benetton — Zebre         | 15-24     |
| Zebre — Edimburgo        | 10-26     |
| Ospreys — Zebre          | 10-0      |
| Zebre — Dragons          | 26-15     |
| Zebre — Glasgow Warriors | 20-31     |
| Zebre — Leinster         | 31-48     |
| Ulster — Zebre           | 43-9      |

#### Risultati della stagione regolare -conferenceA
| Posizione | G  | V | N | P  | PF  | PS  | DP   | B | Pt |
| --------- | -- | - | - | -- | --- | --- | ---- | - | -- |
| 6ª        | 16 | 4 | 0 | 12 | 237 | 508 | -271 | 1 | 17 |

## European Rugby Challenge Cup 2020-21

### Prima fase
| Incontro        | Andata | Ritorno |
| --------------- | ------ | ------- |
| Zebre — Bayonne | 25-25  | N.D.    |
| Brive — Zebre   | 16-18  | N.D.    |

#### Risultati della prima fase
| Posizione | G | V | N | P | PF | PS | DP | B | Pt |
| --------- | - | - | - | - | -- | -- | -- | - | -- |
| 5ª        | 2 | 1 | 1 | 0 | 43 | 41 | +2 | 0 | 6  |

### Fase a eliminazione diretta
| Turno | Incontro     | Risultato |
| ----- | ------------ | --------- |
| OF    | Zebre — Bath | 27-35     |

## Pro14 Rainbow Cup

### Stagione regolare
| Incontro              | Risultato |
| --------------------- | --------- |
| Edimburgo — Zebre     | 24-18     |
| Zebre — Benetton      | 20-25     |
| Benetton — Zebre      | 34-27     |
| Cardiff Rugby — Zebre | 37-12     |
| Zebre — Munster       | 11-54     |

#### Risultati della stagione regolare
| Posizione | G | V | N | P | PF | PS  | DP  | B | Pt |
| --------- | - | - | - | - | -- | --- | --- | - | -- |
| 12ª       | 5 | 0 | 0 | 5 | 88 | 174 | -86 | 3 | 3  |